# Maurin (Lattes)
Pour les articles homonymes, voir Maurin.
Maurin est un quartier de la commune française de Lattes, au sud de Montpellier, dans l'Hérault. Au début des années 2010, y résident environ 4 000 des habitants de la commune.

## Localisation
Le « village » se trouve sur la rive droite du Lez, fleuve côtier qui divise le territoire communal en deux parties : Maurin à l'ouest, Lattes-Centre et Boirargues à l'est.
Il forme un bourg à l'intérieur de la plaine agricole de Maurin.

## Histoire

### Fondation

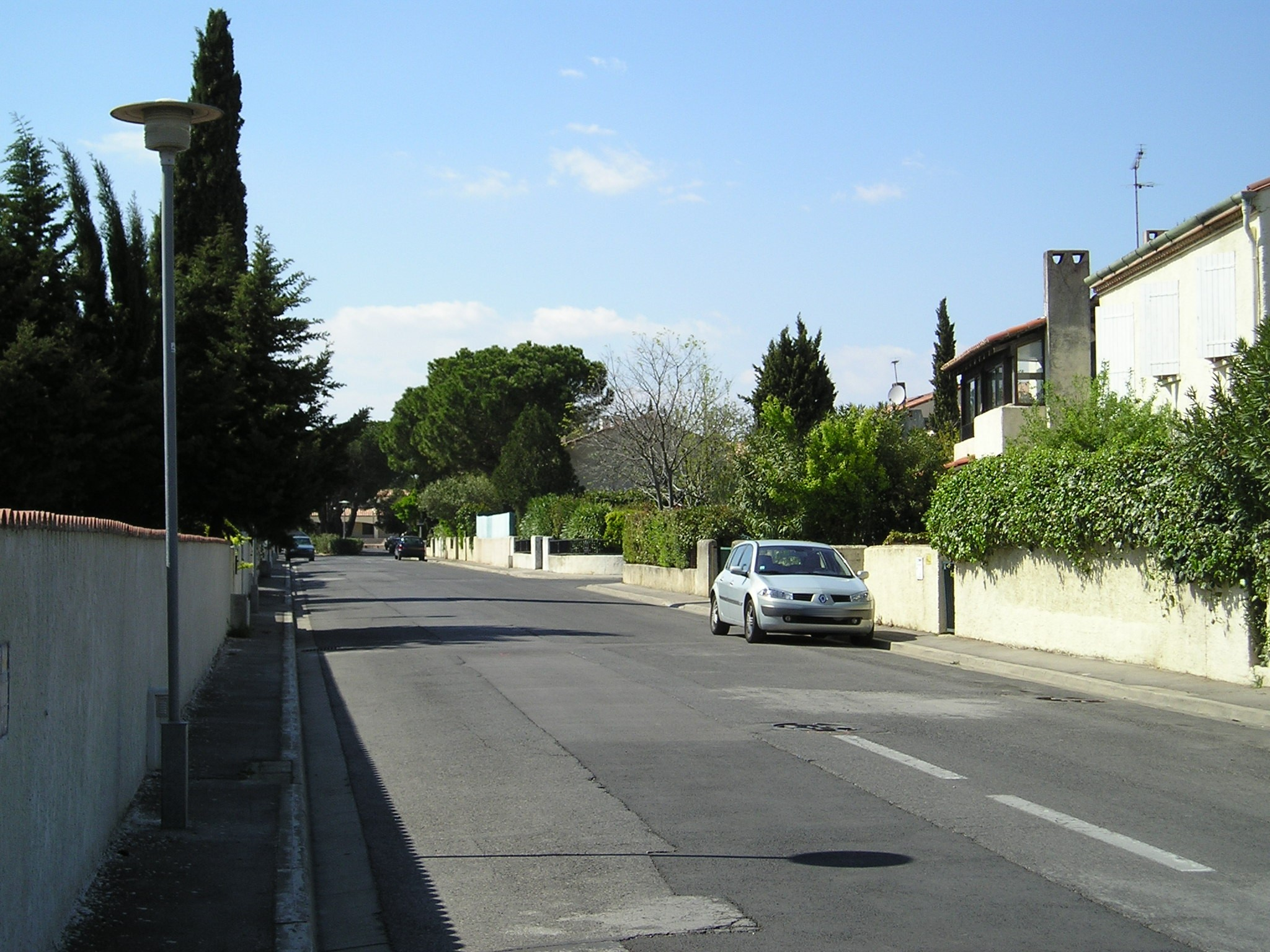
La rue de la Méditerranée, une des premières aménagées à Maurin.

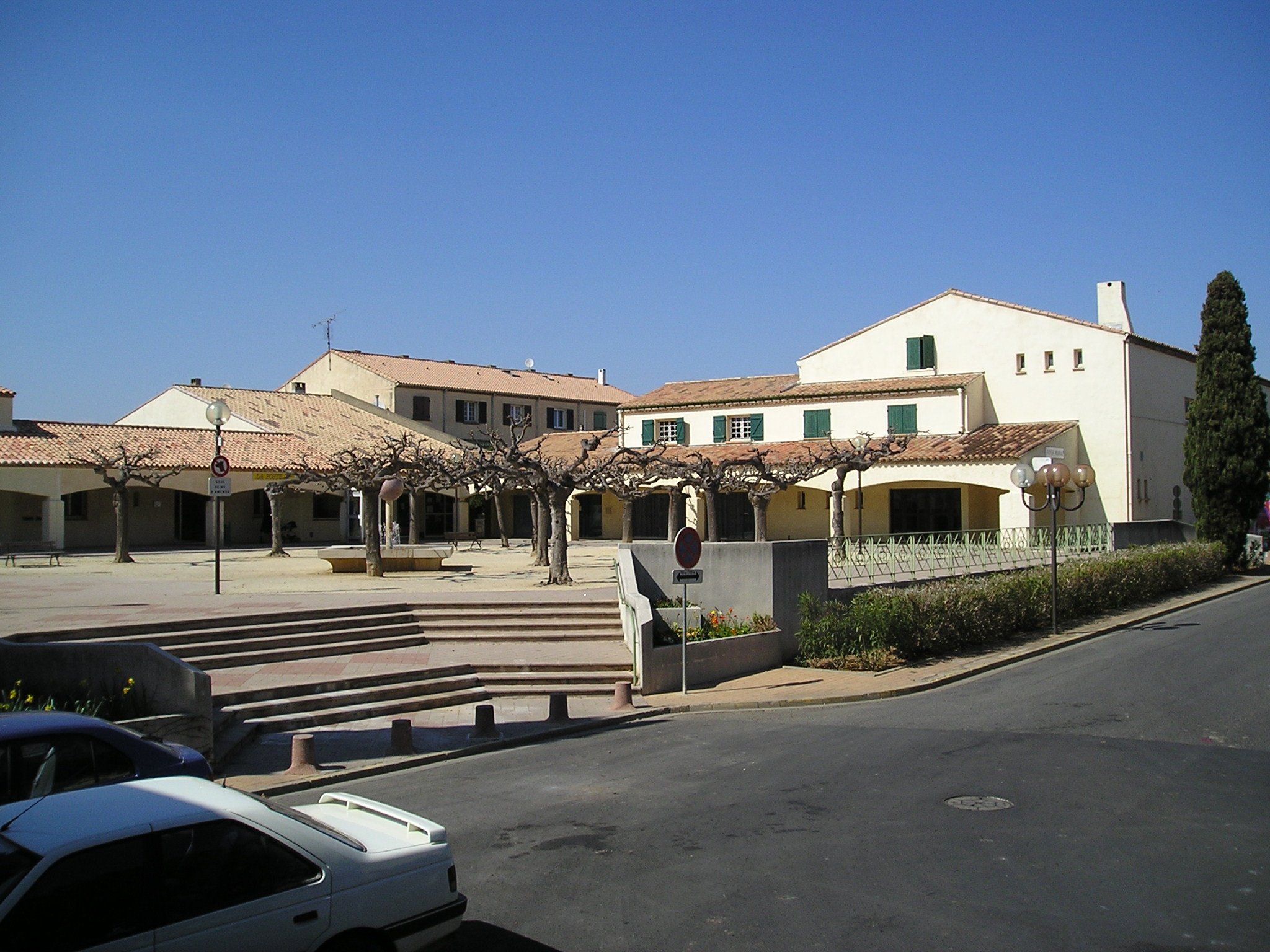
La place des Arcades, premier centre du village avec la mairie annexe, la poste et le Foyer rural.

Avant les années 1960, l'espace occupé par le quartier de Maurin est un espace agricole ponctué de mas et d'exploitations agricoles : le domaine de Maurin au sud du futur village, le Tinal au nord et le domaine de Pradelaine à l'est. La Société d'aménagement foncier et d'établissement rural (Safer) y possède alors 300 hectares sur laquelle, en 1964, elle aide à s'installer des agriculteurs rapatriés d'Algérie qui vont pratiquer l'horticulture sous serres.
Le 16 mai 1965, environ cent cinquante familles de Montpellier créent l'Association des familles du village de Maurin. Leur but est de réaliser la construction de leurs maisons et de constituer un nouveau quartier sur le domaine de la Safer, en incluant des habitations à loyer modéré (HLM) avec possibilité d'accession à la propriété pour les agriculteurs installés en 1964. La municipalité lattoise de Roger Andrieu accepte le projet. 
« Maurin 1 », ses maisons, ses rues, ses mails et ses aménagements électriques et de confort souterrains, ainsi qu'un château d'eau, sont construits par l'Association à partir de la fin de l'année 1965.
En novembre 1965, est créé un Foyer rural pour organiser des activités culturelles et sportives ouvertes aux habitants de Maurin, avec un siège place des Arcades, premier centre commercial de l'entité. Est notamment issu de ce Foyer le club de basket-ball féminin de Lattes Montpellier Agglomération Basket, dont les noms successifs avant 2002 rappellent l'origine maurinoise. Le moustique est pris comme symbole du Foyer rural et devient l'animal totémique brûlé à la fin du carnaval.
Le quartier est agrandi selon deux projets, « Maurin 2 » à partir de 1971 et « Maurin 3 » après 1980, à l'est du projet initial. Une place commerciale, le Forum, complète la place des Arcades.
Vers la fin des années 1970 et le début des années 1980, en raison des problèmes posés par la décharge du Thôt et des relations avec le reste de Lattes, des habitants de Maurin, réunis en un Groupe pour l'indépendance de Maurin en 1980, militent pour l'érection en commune indépendante. Le 20 mai 1984, une consultation est organisée à la suite d'un arrêté préfectoral et à laquelle participent les électeurs situés sur le nouveau territoire potentiel. 60 % des votants se prononcent pour l'unité de la commune de Lattes et le préfet rejette la scission par l'arrêté du 2 août 1984.

### Décharge du Thôt
Le 18 janvier 1966, la Safer vend à l'État 52 hectares au sud de Maurin, à la limite avec la commune de Villeneuve-lès-Maguelone. La Ville de Montpellier qui en dispose y ouvre une décharge publique, qu'un arrêté préfectoral de 1967 limite à 2,50 mètres de hauteur.
En 1972, le terrain est vendu au District de Montpellier qui exploite la décharge du Thôt à partir de 1988 puisqu'il assure l'enlèvement des ordures d'une majorité des communes membres. La société de Louis Nicollin a la charge du site.
La décharge se situe à environ un kilomètre et demi du sud de Maurin. Les habitants se manifestent d'abord contre le passage des camions-bennes par l'avenue paysagère, dans le village : le trajet est modifié en 1978 pour entrer par les marais. Par la suite, la hauteur de l'amoncellement d'ordures et les nuisances font agir la municipalité lattoise. Le maire Michel Vaillat participe régulièrement à des manifestations au cours desquelles ses adjoints et lui s'enchaînent aux grilles de la décharge pour empêcher l'entrée des camions. En 1986, sont ouverts les Jardins de Maguelone, sur le site initial de la décharge transformé en jardin public ; leur entrée se situe au nord sur un chemin vicinal menant à Maurin. Cependant, les projets d'ouverture de nouveaux sites pour arrêter l'usage du Thôt échouent. Les Jardins de Maguelone sont fermés en 1996 pour raisons de santé publique.
Au début des années 2000, à cause des retards dans la réalisation des processus de recyclage d'ordures (notamment, une usine de méthanisation) la décharge atteint les trente mètres de hauteur au-dessus d'une plaine littorale et l'espace des anciens Jardins est illégalement utilisé pour déposer des ordures. Malgré un avis rendu par la cour d'appel de Marseille en 2004, le dépôt continue avec une autorisation du préfet de 2002 jusqu'au 30 juin 2006. Depuis cette date, le Thôt sert de quai de transfert pour les ordures dirigées vers d'autres décharges en dehors de l'agglomération de Montpellier.

## Économie
Au sud de Maurin, la Safer a établi son siège régional.
Au sud-est, le long de la rue paysagère de Montpelliéret, se dirigeant vers Montpellier et Lattes-Centre, est construit le siège  de la Caisse régionale de Crédit agricole mutuel du Midi, puis du Languedoc après sa fusion avec la caisse du Gard en 2007.